# Жуличи
Жуличи (укр. Жуличі) — село в Золочевской городской общине Золочевского района Львовской области Украины.
Население по переписи 2001 года составляло 554 человека. Занимает площадь 2,114 км². Почтовый индекс — 80714. Телефонный код — 3265.

## Известные уроженцы
- Пачовский, Василий Николаевич (1878—1942) — галицко-украинский поэт-модернист, историк, философ.